# Novaglèisa
Neuvéglise és un municipi francès situat al departament de Cantal i a la regió d'Alvèrnia-Roine-Alps. L'any 2007 tenia 1.151 habitants.

## Demografia

### Població
El 2007 la població de fet de Neuvéglise era de 1.151 persones. Hi havia 483 famílies de les quals 146 eren unipersonals (69 homes vivint sols i 77 dones vivint soles), 150 parelles sense fills, 163 parelles amb fills i 24 famílies monoparentals amb fills.
La població ha evolucionat segons el següent gràfic:
Habitants censats

### Habitatges
El 2007 hi havia 789 habitatges, 493 eren l'habitatge principal de la família, 215 eren segones residències i 82 estaven desocupats. 699 eren cases i 88 eren apartaments. Dels 493 habitatges principals, 359 estaven ocupats pels seus propietaris, 98 estaven llogats i ocupats pels llogaters i 37 estaven cedits a títol gratuït; 5 tenien una cambra, 25 en tenien dues, 68 en tenien tres, 147 en tenien quatre i 247 en tenien cinc o més. 314 habitatges disposaven pel capbaix d'una plaça de pàrquing. A 202 habitatges hi havia un automòbil i a 203 n'hi havia dos o més.

### Piràmide de població
La piràmide de població per edats i sexe el 2009 era:
| Homes | Edats   | Dones |
| ----- | ------- | ----- |
| 0     | 95 o +  | 0     |
| 8     | 90 a 94 | 8     |
| 8     | 85 a 89 | 4     |
| 12    | 80 a 84 | 24    |
| 40    | 75 a 79 | 52    |
| 36    | 70 a 74 | 24    |
| 24    | 65 a 69 | 20    |
| 52    | 60 a 64 | 28    |
| 16    | 55 a 59 | 24    |
| 28    | 50 a 54 | 20    |
| 60    | 45 a 49 | 36    |
| 48    | 40 a 44 | 52    |
| 8     | 35 a 39 | 24    |
| 32    | 30 a 34 | 32    |
| 32    | 25 a 29 | 24    |
| 24    | 20 a 24 | 0     |
| 64    | 15 a 19 | 32    |
| 32    | 10 a 14 | 28    |
| 12    | 5 a 9   | 24    |
| 20    | 0 a 4   | 20    |

## Economia
El 2007 la població en edat de treballar era de 688 persones, 508 eren actives i 180 eren inactives. De les 508 persones actives 470 estaven ocupades (279 homes i 191 dones) i 37 estaven aturades (10 homes i 27 dones). De les 180 persones inactives 64 estaven jubilades, 65 estaven estudiant i 51 estaven classificades com a «altres inactius».

### Ingressos
El 2009 a Neuvéglise hi havia 471 unitats fiscals que integraven 1.099,5 persones, la mediana anual d'ingressos fiscals per persona era de 15.404 €.

### Activitats econòmiques
Dels 67 establiments que hi havia el 2007, 1 era d'una empresa extractiva, 4 d'empreses alimentàries, 2 d'empreses de fabricació d'altres productes industrials, 13 d'empreses de construcció, 9 d'empreses de comerç i reparació d'automòbils, 5 d'empreses de transport, 11 d'empreses d'hostatgeria i restauració, 1 d'una empresa d'informació i comunicació, 3 d'empreses financeres, 4 d'empreses immobiliàries, 3 d'empreses de serveis, 10 d'entitats de l'administració pública i 1 d'una empresa classificada com a «altres activitats de serveis».
Dels 18 establiments de servei als particulars que hi havia el 2009, 1 era una gendarmeria, 1 oficina de correu, 1 una oficina bancària, 2 tallers de reparació d'automòbils i de material agrícola, 4 paletes, 2 fusteries, 3 lampisteries, 1 electricista, 1 perruqueria, 1 veterinari i 1 restaurant.
Dels 5 establiments comercials que hi havia el 2009, 3 eren botiges de menys de 120 m², 1 una fleca i 1 una carnisseria.
L'any 2000 a Neuvéglise hi havia 73 explotacions agrícoles que ocupaven un total de 3.960 hectàrees.

## Equipaments sanitaris i escolars
L'únic equipament sanitari que hi havia el 2009 era una farmàcia.
El 2009 hi havia una escola elemental.

## Poblacions més properes
El següent diagrama mostra les poblacions més properes.